# Багиров, Азер
Азер Багиров (азерб. Azər Bağırov; род. 18 июня 1984) — азербайджанский футбольный тренер. Главный тренер клуба «Кяпаз».

## Карьера
Родился 26 июня 1984 года. В 2010 году работал тренером-селекционером «Нефтчи».
В октябре 2014 года принимал участие в семинаре УЕФА по программе «UEFA Coach Education: Student Exchange» в Ньоне.
В 2015 году являлся тренером клуба «Нефтчи» по игрокам до 19 лет. Прошёл лицензионные курсы и в октябре 2015 года получил лицензию UEFA Pro.
Работал в клубах «Карадаг», «Туран». С октября 2019 по август 2020 года работал в тренерском штабе ФК «Габала».
В сезоне 2018/2019 являлся главным тренером клуба «МОИК». Вывел команду в Премьер лигу.
С 26 января 2021 года являлся помощником главного тренера «Кешля» Санана Гурбанова.
После этого работал в «Сабаиле».
С 1 июня 2022 по 6 апреля 2024 года являлся главным тренером ФК «Араз-Нахчыван», выступавшего в Региональной лиге Азербайджана. С сезона 2022/23 команда выступала в Первом дивизионе. С командой стал чемпионом Первого дивизиона 2022/2023.
Продолжил возглавлять команду в чемпионате Азербайджана 2023/2024. Это стало первой его работой в качестве главного тренера в Премьер лиге.
Главный тренер клуба Кяпаз (с 1 сентября 2024).